# Resultados do Carnaval de Fortaleza
Resultados do Carnaval de Fortaleza.

## 2016

### Escolas de Samba
| Colocação | Escola                      | Ref.        |
| --------- | --------------------------- | ----------- |
| 1º        | Unidos do Acaracuzinho      | [ 1 ]       |
| 2º        | Mocidade da Bela Vista      | [ 1 ]       |
| 3º        | Corte no Samba              | [ 1 ] [ 2 ] |
| 4         | Imperadores da Parquelândia | [ 1 ]       |
| 5         | Tradição da Bela Vista      | [ 1 ]       |
| 6         | Girassol de Iracema         | [ 1 ]       |
| 7         | Império Ideal               | [ 1 ]       |
| 8         | Colibri                     | [ 1 ]       |
| 9         | Coração Benfica             | [ 1 ]       |

### Blocos
| Colocação | Escola             | Ref.  |
| --------- | ------------------ | ----- |
| 1º        | Doido É Tu         | [ 1 ] |
| 2º        | A Turma do Mamão   | [ 1 ] |
| 3º        | Balakubaku Folia   | [ 1 ] |
| 4         | Barão Folia        | [ 1 ] |
| 5         | Prova de Fogo      | [ 1 ] |
| 6         | Unidos da Vila     | [ 1 ] |
| 7         | Garotos do Benfica | [ 1 ] |
| 8         | Império da Vila    | [ 1 ] |
| 9         | Garotos do Parque  | [ 1 ] |

### Maracatus
| Colocação | Escola                       | Ref.  |
| --------- | ---------------------------- | ----- |
| 1º        | Vozes da África e Nação Pici | [ 1 ] |
| 3º        | Rei de Paus                  | [ 1 ] |
| 4º        | Nação Baoba                  | [ 1 ] |
| 5         | Nação Fortaleza              | [ 1 ] |
| 6         | Rei do Congo                 | [ 1 ] |
| 7         | Áz de Ouro                   | [ 1 ] |
| 8         | Nação Iracema                | [ 1 ] |
| 9         | Nação Axé de Oxóssi          | [ 1 ] |
| 10        | Nação Palmares               | [ 1 ] |
| 11        | Filhos de Iemanjá            | [ 1 ] |
| 12        | Rei Zumbi                    | [ 1 ] |
| 13        | Nação Pindoba                | [ 1 ] |
| 14        | Kizomba                      | [ 1 ] |

### Cordões
| Colocação | Escola               | Ref.  |
| --------- | -------------------- | ----- |
| 1º        | Vampiros da Princesa | [ 1 ] |
| 2º        | Princesa no Frevo    | [ 1 ] |
| 3º        | As Bruxas            | [ 1 ] |

### Afoxés
| Colocação | Escola        | Ref.  |
| --------- | ------------- | ----- |
| 1º        | Filhos de Oyá | [ 1 ] |
| 2º        | Obá Sá Rewá   | [ 1 ] |

- Categoria Especial – Homenagem aos 290 anos de Fortaleza - Campeão: Maracatu Nação Iracema[1]

### Sujos Individuais
| Colocação | Escola                        | Premiação | Ref.  |
| --------- | ----------------------------- | --------- | ----- |
| 1º        | Zika Vírus (Israel Silva)     |           | [ 1 ] |
| 2º        | Tiririca (Francisco de Assis) |           | [ 1 ] |
| 3º        | Chaves (Misael Estevão)       |           | [ 1 ] |

## 2017

### Afoxés
- 1º lugar: Filhos de Oyá (138 pontos)
- 2º lugar: Obá Sá Rewá (136 pontos)

### Blocos
- 1º lugar: A Turma do Mamão (118 pontos)
- 2º lugar: Doido é Tu (112 pontos)
- 3º lugar: Barão Folia (110 pontos)

### Cordões
- 1º lugar: Vampiros da Princesa (113 pontos)
- 2º lugar: As Bruxas (107 pontos)

### Escolas de samba
- 1º lugar: Unidos do Acaracuzinho (175 pontos)
- 2º lugar: Mocidade da Bela Vista (169 pontos)
- 3º lugar: Imperadores da Parquelândia (158 pontos)

### Maracatus
Desfile de sábado
- 1º lugar: Nação Iracema (113 pontos)
- 2º lugar: Rei Zumbi (111 pontos)
- 3º lugar: Axé de Oxóssi (110 pontos)

Desfile de domingo
- 1º lugar: Vozes da África (119 pontos)
- 2º lugar: Rei de Paus (118 pontos)
- 3º lugar: Nação Baobá (116 pontos)[3]

## 2018

### Maracatus (Sábado)
- 1º lugar: Az de Ouro [4]
- 2º lugar: Nação Palmares
- 3º lugar: Axé de Oxóssi

### Maracatus (Domingo)
- 1º lugar: Nação Baobab
- 1º lugar: Vozes da África (empate)
- 3º lugar: Rei de Paws
- 4º lugar: Nação Pici

### Cordão
- 1º lugar: Vampiros da Princesa
- 2º lugar: Princesa do Frevo
- 3º lugar: As Bruxas

### Blocos
- 1º lugar: Amigos do Zé
- 2º lugar: A Turma do Mamão
- 3º lugar: Do.ido é Tu

### Afoxés
- 1º lugar: Filhos de Oyá
- 2º lugar: Omôrisá Odê
- 3º lugar: Obá Sá Rewá

### Escolas de samba
- 1º lugar: Unidos do Acaracuzinho
- 2º lugar: Tradição da Bela Vista
- 3º lugar: Corte do Samba

## 2019
Resultados do Carnaval de Fortaleza em 2019.

### Categoria Maracatus (Sábado)
1º lugar: Nação Fortaleza (115 pontos)
2º lugar: Rei Zumbi (113 pontos)
3º lugar: Kizomba (111 pontos)

### Categoria Maracatus (Domingo)
1º lugar: Vozes da África (120 pontos)
2º lugar: Nação Baobab (119 pontos)
3º lugar: Nação Pici (118 pontos)

### Categoria Cordão
1º lugar: Vampiros da Princesa (111 pontos)
2º lugar: Princesa no Frevo (108 pontos)
3º lugar: As Bruxas (99 pontos)

### Categoria Blocos
1º lugar: Turma do Mamão (117 pontos)
2º lugar: Doido é Tu (116 pontos)
3º lugar: Balakubaku Folia (115 pontos)

### Categoria Afoxés
1º lugar: Obá Sá Rewá (157 pontos)
2º lugar: Filhos de Oyá (153 pontos)
3º lugar: Omorisá Odé (151 pontos)

### Escolas de Samba
1º lugar: Imperadores da Parquelândia (197 pontos)
2º lugar: Unidos do Acaracuzinho (187 pontos)
3º lugar: Girassol de Iracema (182 pontos)

## 2020
Resultados do Carnaval de Fortaleza em 2020.

### Categoria Maracatus (Sábado)
1º lugar: Nação Iracema (116 pontos)
2º lugar: Rei Zumbi (111 pontos)
3º lugar: Obalomi (106 pontos)

### Categoria Maracatus (Domingo)
1º lugar: Rei de Paus (117 pontos)
2º lugar: Vozes da África (117 pontos)
3º lugar: Nação Baobab (114 pontos)

### Categoria Cordão
1º lugar: As Bruxas (116 pontos)
2º lugar: Vampiro da Princesa (112 pontos)
3º lugar: Princesa no Frevo (101 pontos)

### Categoria Blocos
1º lugar: Balakubaku Folia (114 pontos)
2º lugar: Turma do Mamão (114 pontos)
3º lugar: Amigos do Zé (111 pontos)

### Categoria Afoxés
1º lugar: Omorisá Odé (158 pontos)
2º lugar: Filhos de Oyá (157 pontos)
3º lugar: Obá Sá Rewá (155 pontos)

### Escolas de Samba
1º lugar: Unidos do Acaracuzinho (174 pontos)
2º lugar: Tradição da Bela Vista (170 pontos)
3º lugar: Imperadores da Parquelândia (169 pontos)